# The Souvenir
The Souvenir é um filme de drama americano e britânico de 2019, escrito e dirigido por Joanna Hogg. Lançado em 27 de janeiro de 2019, no Festival de Cinema de Sundance, é estrelado por Honor Swinton Byrne, Tom Burke e Tilda Swinton.

## Elenco
- Honor Swinton Byrne comoJulie
- Tom Burke como Anthony
- Tilda Swinton como Rosalind
- Richard Ayoade como Patrick
- Jaygann Ayeh como Marland
- Jack McMullen como Jack
- Hannah Ashby Ward como Tracey
- Frankie Wilson como Frankie
- Barbara Peirson como Anthony's Mother
- James Dodds como Anthony’s Father
- Ariane Labed como Garance